# Ulkujärvi (sjö i Lappland, lat 66,50, long 26,68)
Ulkujärvi är en sjö i Finland. Den ligger i kommunen Rovaniemi i landskapet Lappland, i den norra delen av landet, 700 km norr om huvudstaden Helsingfors. Ulkujärvi ligger 162 meter över havet. Den är 2,88 meter djup. Arean är 1,87 kvadratkilometer och strandlinjen är 11,19 kilometer lång. Sjön  ingår i Kemi älvs huvudavrinningsområde. 